# 博尼哈德沃劳什德
博尼哈德沃劳什德，是匈牙利托尔瑙州所辖的一个村。总面积10.45平方公里，总人口412，人口密度39.4人/平方公里（2011年1月1日）。